# Панчук Володимир Феліксович
Володи́мир Фе́ліксович Панчу́к (3 січня 1978 — 12 лютого 2015) — сержант резерву Міністерства внутрішніх справ України, учасник російсько-української війни.

## Бойовий шлях
Доброволець з початку бойових дій на сході України, командир міномета, 2-й батальйон спеціального призначення НГУ «Донбас», псевдо «Араб».
12 лютого 2015-го частини ЗСУ займають штурмом частину Логвинового та розблоковують трасу Бахмут — Дебальцеве, в селі залишилися осередки опору, які придушуються; частини батальйону «Донбас» проводять зачистку селища і прилеглої ділянки траси. Танкісти у 20-хвилинному бою під Логвиновим ліквідували щонайменш 8 російських Т-72 5-ї танкової бригади. Загинув в бою з терористами, тоді також полягли бійці «Донбасу» Андрій Камінський, Роман Мельничук, Володимир Самойленко, Анатолій Поліщук та 30-ї ОАМБр Андрій Браух, Микола Сущук, Володимир Шульга, 79-ї бригади — Ігор Марквас та Володимир Суслик.
БМП, у якому пересувався Володимир, потрапила в засідку терористів, вояки зайняли оборону та довго стримували противника, запобігши потраплянню в кільце та нападу на військову колону. Незважаючи на переважання противника у живій силі, група змогла ліквідувати в бою понад 20 терористів.
19 лютого бійці «Донбасу» обміняли одного полоненого терориста на тіла загиблих «Кемела» і «Араба» та тіло одного військовика ЗСУ.
Без Володимира лишилась батьки, дружина, троє дітей, молодша донька — 2011 р.н.
Похований в місті Хмельницький 24 лютого 2015-го.

## Нагороди та вшанування
За особисту мужність і героїзм, виявлені у захисті державного суверенітету та територіальної цілісності України, вірність військовій присязі під час російсько-української війни, відзначений — нагороджений
- орденом «За мужність» III ступеня (посмертно)
- недержавною нагородою «Мужність та відвага» Хмельницької міської ради (посмертно)
- Почесний громадянин міста Хмельницького